# (433) Eros
(433) Eros ist ein Asteroid, der am 13. August 1898 von dem deutschen Astronomen Gustav Witt mit dem Bamberg-Refraktor in Berlin entdeckt wurde. Er war der erste bekannte erdnahe Asteroid und wurde 1900 und 1930 zur genauen Bestimmung des Erdbahn-Radius verwendet, analog zu Venustransits.
Benannt wurde der Himmelskörper nach Eros, dem Gott der Liebe aus der griechischen Mythologie. Nach dem Asteroiden wiederum wurde der Eros-Gletscher auf der Alexander-I.-Insel in der Antarktis benannt. Weil der Kleinplanet der erste Asteroidenfund war, der kein Mitglied des Hauptgürtels ist, erhielt er als erster einen männlichen Namen.
Eros ist der erste Asteroid, den eine Raumsonde umkreiste und auf dem eine landete: NEAR Shoemaker in den Jahren 2000 bis 2001.

## Entdeckung
Der Asteroid wurde auf einer Fotoplatte entdeckt, die Gustav Witt und sein Assistent Felix Linke (1879–1959) in der Nacht vom 13. August 1898 an der Sternwarte der Berliner Urania belichtet hatten. Auch Auguste Charlois in Nizza hatte den Asteroiden in der gleichen Nacht aufgenommen; er erkannte die Spur, die der Asteroid auf der Fotoplatte hinterlassen hatte, allerdings zunächst nicht.

## Bahn

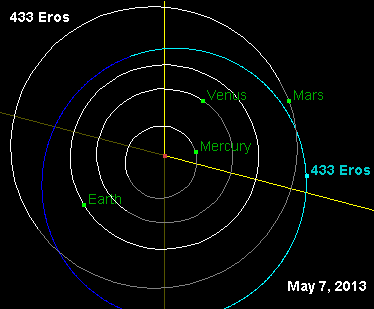
Erosbahn mit Position vom 7. Mai 2013

Eros war der erste bekannte Asteroid, dessen Bahn teilweise innerhalb der Marsbahn verläuft. Er gehört somit zur Klasse der erdnahen Kleinplaneten vom Amor-Typ. Er umrundet die Sonne in nur 1,76 Jahren in einem Abstand zwischen 1,133 (Perihel) und 1,783 (Aphel) astronomischen Einheiten, sodass er der Erde im Laufe der Jahrzehnte auf bis zu 22 Mio. km nahekommen kann. Die Bahnebene ist um 10,83° gegen die Ekliptik geneigt, die Bahnexzentrizität beträgt 0,223.
Mit Hilfe der Beobachtungen des Asteroiden konnte Wilhelm F. Rabe 1954 die 1873 von Johann Gottfried Galle mit Messungen am Asteroiden (8) Flora bestimmte Astronomische Einheit genauer bestimmen und kam auf einen Wert von 149,531 Millionen Kilometer.
Bald nach der Entdeckung des Asteroiden fiel Egon von Oppolzer seine stark schwankende Helligkeit auf, woraus man auf die Rotationsdauer und eine ausgesprochen längliche Form schließen konnte. Modellrechnungen der 1960er Jahre ergaben Ausmaße von circa 15 km × 30 km, die den Messungen der NEAR-Raumsonde 2001 schon bis auf 2 bis 3 km nahekamen.
1999 veröffentlichte der Wiener Astronom Rudolf Dvorak das Ergebnis seiner langfristigen numerischen Vorausberechnungen. Demnach wird Eros 20 Millionen Jahre auf relativ stabiler Bahn bleiben, dann aber durch chaotisch wirkende Bahnstörungen in die Sonne stürzen.

## Rotation
In rund 5 Stunden und 16 Minuten rotiert Eros um die eigene Achse. Die Rotationsachse entspricht einer der kleinsten Körperachsen; die größte Körperachse entspricht zugleich dem größten Äquatordurchmesser.

## Aufbau

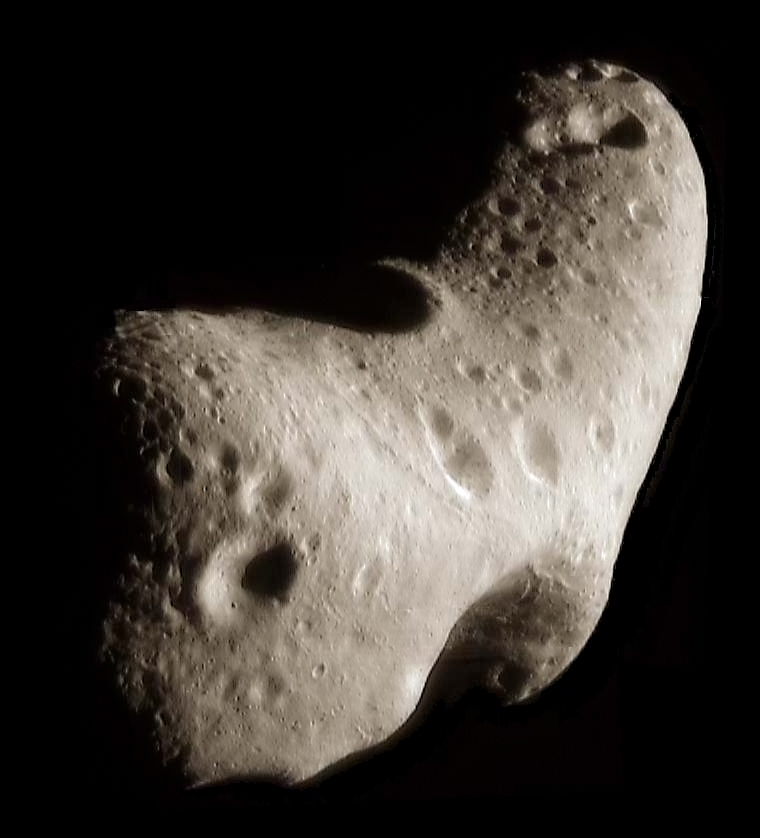
Dieses Mosaik aus sechs NEAR-Aufnahmen zeigt in einer Schrägsicht auf die beleuchtete Nordseite von Eros deutlich seine unregelmäßige Form. Der größte, sattelförmige Krater Himeros (unten) und der zweitgrößte Krater Psyche (gegenüber) liegen auf dem Äquator.

Animation des Asteroiden (433) Eros
(NEAR Shoemaker, 19. September 2000)

Eros ist ein unregelmäßig geformter Himmelskörper mit 34 × 11 × 11 Kilometern Ausdehnung. Er weist eine relativ helle silikathaltige Oberfläche mit einer mittleren Albedo von 0,16 auf (bzw. 0,25 nach JPL-Daten). Seine Dichte entspricht mit 2,67 g/cm³ etwa der Dichte von silikatischem Gestein.
Die Temperaturen auf der sonnenzugewandten Seite (Tagseite) des Asteroiden steigen auf 100 °C an, während sie auf der Nachtseite auf −150 °C abfallen. Während der Opposition erreicht er eine Helligkeit von 8,3 mag.
Eros wurde vom 14. Februar 2000 bis zum 12. Februar 2001 intensiv von der Raumsonde NEAR Shoemaker untersucht. Diese war auf eine Umlaufbahn um den Asteroiden gebracht worden und landete schließlich auf seiner Oberfläche, wobei detailreiche Aufnahmen erstellt wurden; die Bilder zeigen eine von Kratern übersäte und von Rillen und Spalten durchzogene Oberfläche. Der Asteroid war offensichtlich heftigsten Kollisionen mit anderen Himmelskörpern ausgesetzt. Fast überall liegen Gesteinstrümmer herum, die teilweise den Einschlagkratern zugeordnet werden können. Der mit Abstand größte Krater hat einen Durchmesser von 10 km, was einer kompletten Schmalseite des Asteroiden entspricht, und trägt den Namen Himeros. In dessen südlicher Nähe landete zwei Jahre vor seiner offiziellen Benennung die Raumsonde NEAR Shoemaker. Die ersten Namen für Oberflächenmerkmale auf Eros wurden im Jahr 2003 vergeben.
Nach den Wissenschaftlern der NEAR-Mission stammen die meisten der größeren Felsbrocken von einem Krater, der vor vermutlich einer Milliarde Jahren bei einer Kollision entstand. Dieser Einschlag könnte auch für eine mit kleinen Kratern unter 500 m Durchmesser übersäte Region verantwortlich sein, die 40 % der Oberfläche des Eros ausmacht. Ein Großteil der Oberfläche ist mit feinem Staub, dem Regolith, überzogen. Ursprünglich nahm man daher an, dass der Auswurf der Kollision die kleineren Krater aufgefüllt hat. Eine Analyse der Kraterdichte der Oberfläche zeigt jedoch, dass sich kraterärmere Gebiete innerhalb von 9 km um den Einschlagpunkt verteilen. Einige der weniger verkraterten Gebiete liegen auf der gegenüberliegenden Seite des Einschlags, sind aber trotzdem innerhalb des Abstands von 9 km. Man nimmt daher an, dass sich beim Einschlag Erdbebenwellen durch den Asteroiden ausbreiteten und die kleineren Krater einebneten.
Analysen zeigen, dass Eros sehr wahrscheinlich ein ursprünglicher Monolith ist, der durch große Einschläge in mehrere Stücke zerbrochen wurde, die hauptsächlich noch durch ihre Gravitation zusammengehalten werden. Dafür sprechen globale sowie regionale Brüche, Gräben und Rücken.
Beim Vorbeiflug wurde die Sonde durch die Gravitation des Kleinplaneten leicht abgelenkt, woraus dessen Masse mit ca. 7,2 × 1015 kg bestimmt wurde. Wegen seiner unregelmäßigen Form variiert die Schwerebeschleunigung auf Eros zwischen verschiedenen Punkten der Oberfläche sehr stark; im Mittel beträgt seine Anziehungskraft nur rund 0,06 Prozent von jener auf der Erdoberfläche. Dennoch konnte an Kraterwänden offenbar Geröll herunterrutschen. Als Ursache vermuten die Wissenschaftler Schwingungen des Asteroidenkörpers, die durch Einschläge kleinerer Brocken ausgelöst werden und zu verminderter Gleitreibung führen.

## Zusammensetzung
Eros enthält wie auch Chondriten relativ viele Metalle (Eisen 24±5 %, Magnesium, Nickel, Aluminium, aber auch Gold und Platin). Er ähnelt besonders den L- und LL-Chondriten; die Genauigkeit der Oberflächenuntersuchung mittels Gammastrahlenspektrometer der NEAR-Sonde lässt jedoch keine genaue Zuordnung zu, zumal die hierfür relevante Oberflächenschicht verwittert ist.
Es wurden verschiedene Spekulationen über die Nutzung von Metallerzen aus Eros angestellt, u. a. Gold. Der Goldgehalt beträgt jedoch nur etwa 0,1 ppm, also wesentlich weniger als in Goldminen auf der Erde (1…10 ppm).

## Trivia
In der Buchreihe und Fernsehserie The Expanse ist Eros einer der Handlungsorte.